# Shingo Nejime
Shingo Nejime (根占 真伍 Nejime Shingo?), född 22 december 1984 i Tokyo prefektur, är en japansk före detta fotbollsspelare.
Nejime började sin karriär 2003 i Tokyo Verdy. 2007 flyttade han till Yokohama FC. Efter Yokohama FC spelade han för Roasso Kumamoto.